# Quedius
Quedius är ett släkte av skalbaggar som beskrevs av Stephens 1829. Quedius ingår i familjen kortvingar.
Släktet Quedius indelas i:
- Quedius auricomus
- Quedius balticus
- Quedius boopoides
- Quedius boops
- Quedius brevicornis
- Quedius brevis
- Quedius cinctus
- Quedius cruentus
- Quedius curtipennis
- Quedius fellmani
- Quedius fulgidus
- Quedius fuliginosus
- Quedius fulvicollis
- Quedius fumatus
- Quedius humeralis
- Quedius infuscatus
- Quedius invreai
- Quedius lateralis
- Quedius levicollis
- Quedius limbatus
- Quedius longicornis
- Quedius lucidulus
- Quedius lundbergi
- Quedius maurorufus
- Quedius maurus
- Quedius mesomelinus
- Quedius microps
- Quedius molochinus
- Quedius nemoralis
- Quedius nigriceps
- Quedius nigrocaeruleus
- Quedius nitipennis
- Quedius ochripennis
- Quedius paradisianus
- Quedius persimilis
- Quedius picipes
- Quedius plagiatus
- Quedius plancus
- Quedius pseudolimbatus
- Quedius puncticollis
- Quedius riparius
- Quedius scintillans
- Quedius scitus
- Quedius semiaeneus
- Quedius semiobscurus
- Quedius simplicifrons
- Quedius sublimbatus
- Quedius subunicolor
- Quedius suturalis
- Quedius tenellus
- Quedius truncicola
- Quedius umbrinus
- Quedius vexans
- Quedius xanthopus

## Bildgalleri

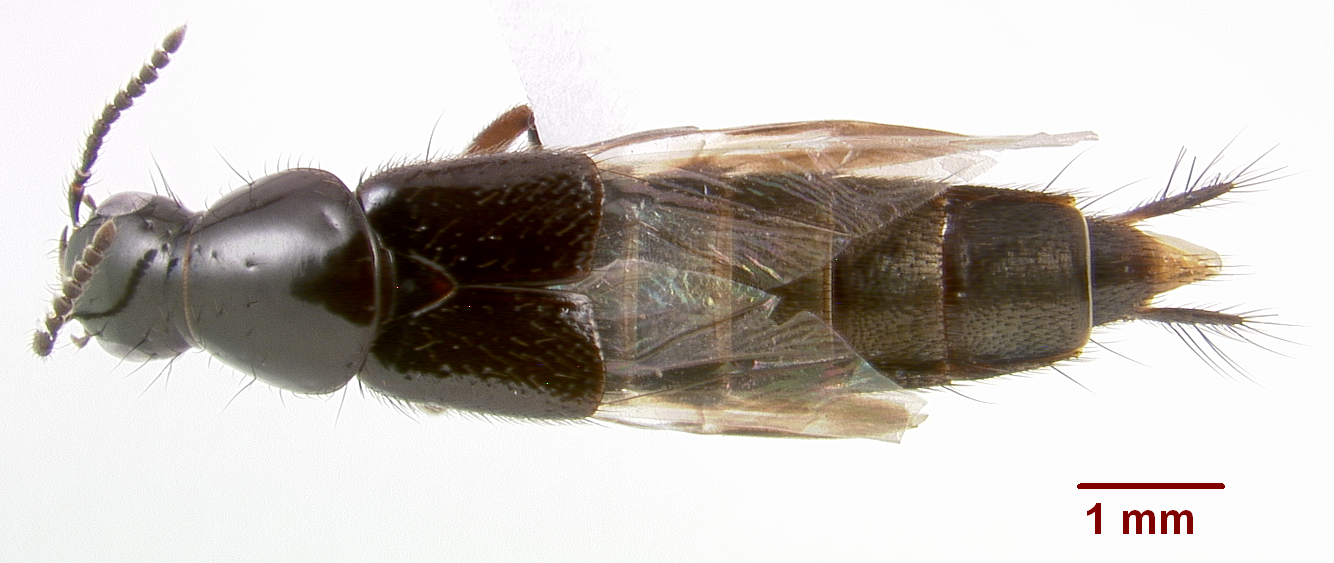
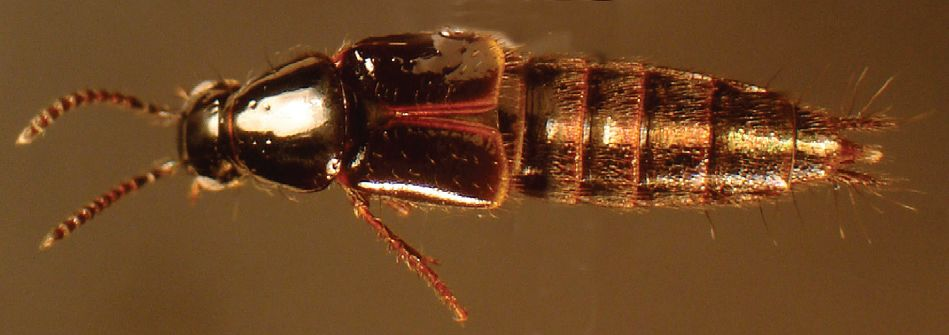
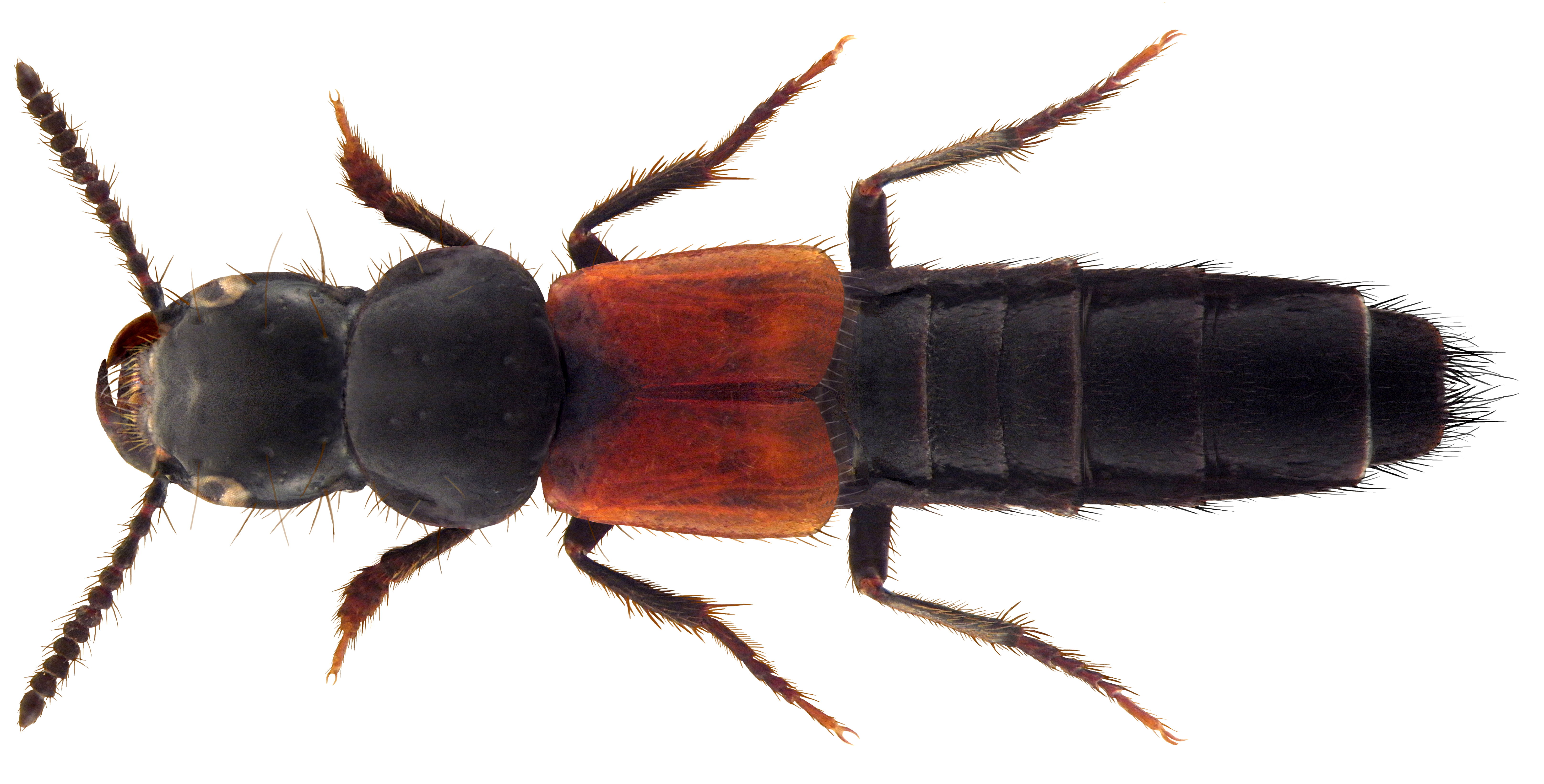
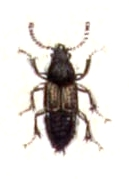
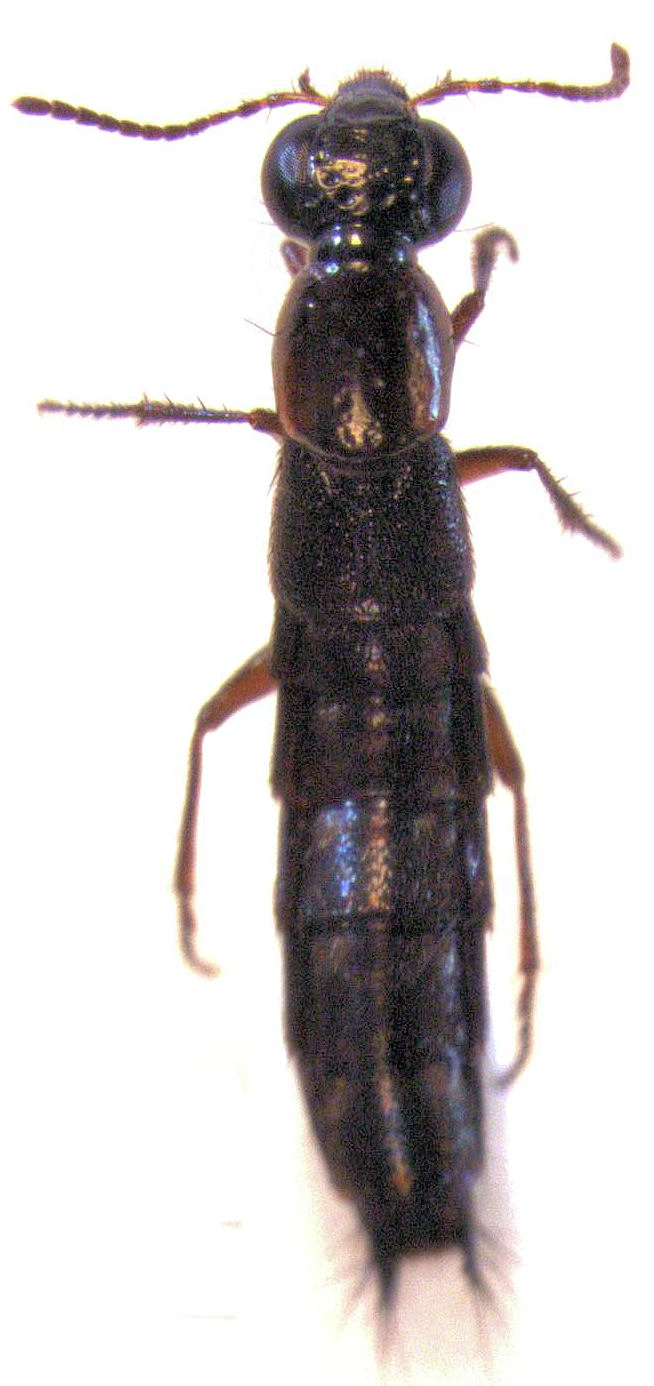
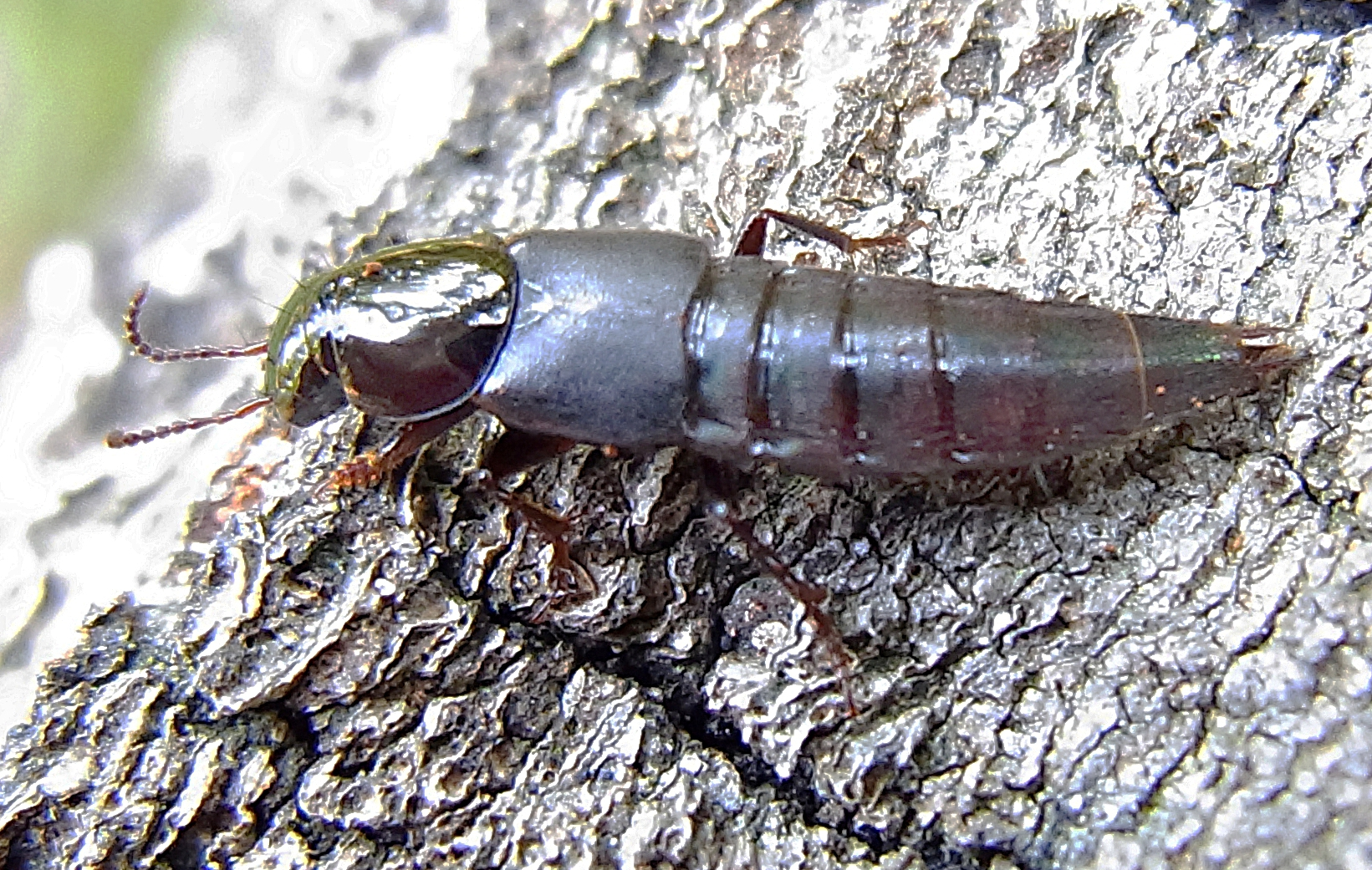